# José Luciano de Castro Pereira Corte-Real
José Luciano de Castro Pereira Corte-Real (14 de diciembre de 1834 - 9 de marzo de 1914) fue un político portugués que se desempeñó tres veces como primer ministro de Portugal (1886-1890, 1897-1900 y 1904-1906). Fue uno de los fundadores del  Partido Progresista, del cual fue el líder desde la muerte de Anselmo José Braamcamp en 1885 en adelante.
Castro fue jefe de Gobierno durante la crisis del mapa rosado y el posterior ultimátum británico. La crisis fue uno de los factores que resultó decisivo en la caída de la monarquía constitucional portuguesa el 5 de octubre de 1910.
Obras
- Questão das subsistências, Lisboa, 1856;
- Colecção da legislação reguladora dai liberdade de imprensa, Porto, 1859;
- Discurso pronunciado na sessão de 30 de Janeiro de 1863, na Câmara dos Senhores Deputados por ocasião da discussão da resposta ao discurso da Coroa, Lisboa, 1863;
- Providencias mais importantes publicadas pelo Ministério da Justiça em 1869-1870, Lisboa, 1870;
- Reforma da Carta : Proposta de Lei apresentada à Câmara pelos Senhores Deputados em sessão de 24 de Janeiro de 1872, Lisboa, 1872;
- Discursos proferidos na Câmara dos Senhores Deputados nas sessões de 16 e 18 de Março de 1872, Viana do Castelo, 1872;
- Partido progressista, exposição justificativa e programa, Lisboa, 1877;
- Propostas de lei apresentadas à Câmara dos Deputados nas sessões legislativas de 1880-1881, como ministro do Reino, Lisboa, 1881;
- Reforma eleitoral: Relatório e projecto de lei apresentado na Câmara dos Deputados em 31 de Janeiro de 1882, Lisboa, 1882;
- Reforma eleitoral: Relatório e projecto de lei apresentado na Câmara dos Deputados em 6 de abril de 1883, Lisboa, 1884;

- Legislação eleitoral anotada, Lisboa, 1884.